# Montataire
Montataire är en kommun i departementet Oise i regionen Hauts-de-France i norra Frankrike. Kommunen ligger i kantonen Montataire som tillhör arrondissementet Senlis. År 2022 hade Montataire 13 944 invånare.

## Befolkningsutveckling
Antalet invånare i kommunen Montataire
| Referens: INSEE |